# Aiquile
Aiquile es una localidad y un municipio de la región central de Bolivia, capital de la provincia de Campero, en el departamento de Cochabamba. Se sitúa a 217 km al sudeste de la ciudad de Cochabamba, la capital del departamento, y a 154 km al norte de la ciudad de Sucre. La altura que se registra en el centro del pueblo es de 2250 m s. n. m.
La población,  es principalmente quechua. 
Aiquile fue declarada como la capital del charango, mediante la ley 2582 del 2003, ya que en esta región hay un importante grupo de artesanos dedicados a la fabricación de este instrumento musical. También se realiza la Feria y Festival Nacional e Internacional del Charango desarrollado entre finales de octubre e inicios de noviembre.
Aiquile es considerada una de las dos Prelaturas Nullius de la Iglesia católica de Bolivia.

## Historia

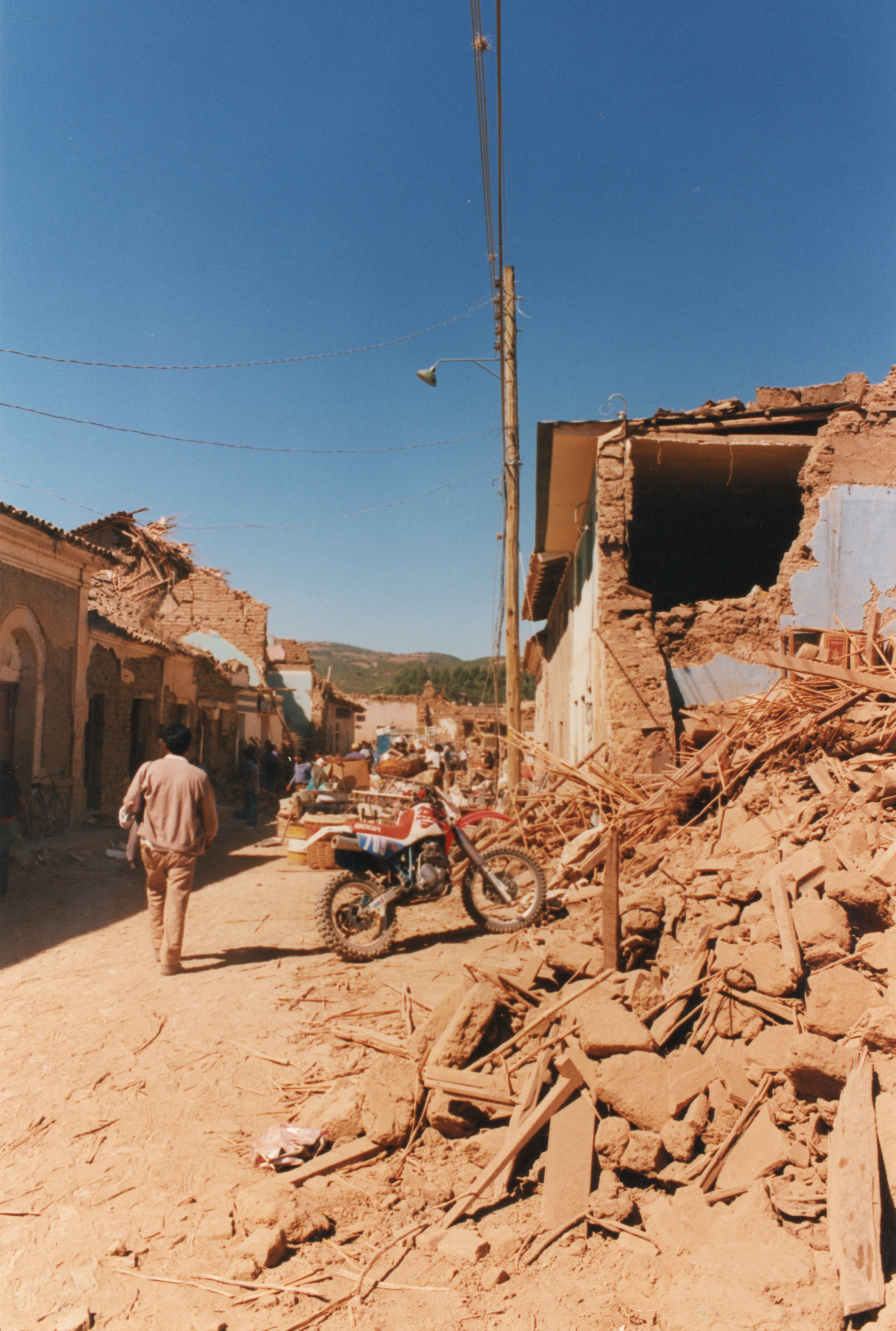
Calles de Aiquile tras el terremoto de 1998.

El 22 de mayo de 1998 Aiquile fue sacudido por un devastador terremoto de 6,8 en la Escala de Richter que causó numerosos muertos y destruyó gran parte del pueblo.

## Clima
El clima de Aiquile es del tipo semiárido cálido (BSh), de acuerdo con la clasificación climática de Köppen.

Climograma de Aiquile, cerca de 25 km de Mizque. Fuente: GeoKLIMA

## Demografía
De acuerdo con el censo boliviano de 2024, la población del municipio de Aiquile es de 23 000 habitantes.
La población del municipio aumentó en una séptima parte entre 1992 y 2024, mientras que la población de la localidad ha aumentado en más de un tercio entre 1992 y 2012:
| Año  | Habitantes (municipio) | Habitantes (localidad) | Fuente |
| ---- | ---------------------- | ---------------------- | ------ |
| 1992 | 20.795                 | 5.525                  | Censo  |
| 2001 | 26.281                 | 7.381                  | Censo  |
| 2012 | 23.267                 | 7.863                  | Censo  |
| 2024 | 23.000                 |                        | Censo  |

## Transporte
Aiquile se encuentra a 218 kilómetros por carretera de Cochabamba, la capital departamentamental.
La ciudad está situada en la carretera nacional Ruta 5, de 898 kilómetros de longitud, que cruza el Altiplano boliviano de noreste a suroeste. Al norte, un camino rural sin pavimentar conduce a lo largo de 89 kilómetros hasta Epizana y allí se encuentra con la Ruta 7, que va desde Cochabamba hacia Santa Cruz de la Sierra. La Ruta 5 conduce al sur hasta Sucre, a 136 kilómetros de distancia, y desde allí más al oeste hasta la frontera con Chile.
Aiquile tiene conexiones directas de autobús a Cochabamba y Sucre. Además, Aiquile era la estación final de la línea ferroviaria de Cochabamba vía Mizque. Esta línea ferroviaria contaba con un ferrobus tres veces por semana.

## Festividades

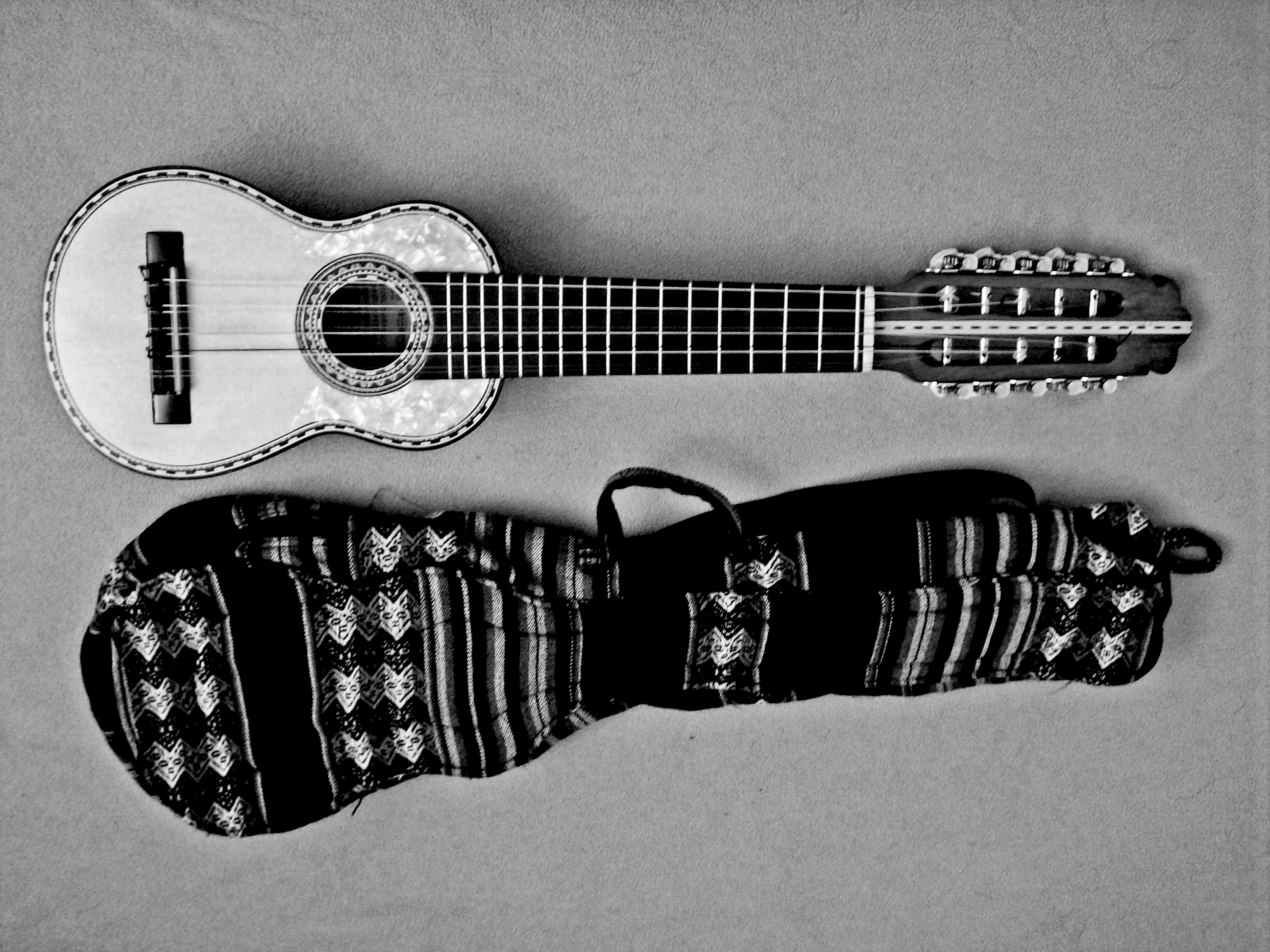
Charango fabricado en la localidad de Aiquile

- Feria del charango, se celebra a finales de octubre o principios de noviembre.
- Virgen de la Candelaria, patrona de la localidad, 4 de febrero.